# GIGA (Fernsehsendung)
GIGA (vormals NBC GIGA und GIGA green) war eine deutsche Fernsehsendung, die anfangs bei NBC Europe, später auf dem eigenen Sender GIGA sowie bei Das Vierte lief. Besonderheit war, dass sich die Zuschauer über das Internet an der Sendung beteiligen konnten und somit eine hohe Interaktivität ermöglicht wurde.

## Aufbau
Die Sendung wurde seit jeher in einzelne Themenbereiche, sogenannte Channels, unterteilt, die von Netzreportern moderiert wurden und sich alle fünf bis zehn Minuten in sogenannten Takes abwechselten. Diese wurden durch Bumper getrennt. Bis 2005 führten zusätzlich sogenannte Hosts durch die Sendung.

### Erkennungsmerkmale
Charakteristisch für NBC GIGA waren die Backstein-Optik des Studios, geprägt von einem großen „G“ aus Stahl, die Deckenkameras, die am Ende eines Takes das Studio aus der Vogelperspektive abfilmten sowie die Bumper, die die Themenbereiche voneinander abgrenzten.

### Konvergenz
Die Sendung zeichnete sich durch Konvergenz aus: einerseits fügten sich die einzelnen Bereiche zu einem größeren Ganzen zusammen, was sich etwa durch eine Übersicht zur vollen Stunde zeigte. Andererseits wurden Sendungsaufbau und -inhalte durch die Zuschauerbeteiligung per E-Mail, Chat und in den Foren beeinflusst. Bestes Beispiel dafür war die Schaffung eines Politik-Bereiches namens Update, nachdem die Macher in den Wochen nach dem Terroranschlag am 11. September erkannt hatten, dass die jugendliche Zielgruppe durchaus Interesse an politischen Diskussionen hatte.

### Channels
Anfangs gab es fünf Bereiche:
- Netbeat stellte das Tor zum Internet dar. Die Netzreporter zeigten etwa, wie man eine E-Mail schreibt. Da der Bedarf an solchen Anleitungen mit der Zeit rapide abnahm, widmete man sich einige Zeit später Bereichen wie Wissenschaft oder Natur.
- Stars war der Unterhaltungsbereich. Gerüchte wurden in der Community ebenso diskutiert wie Musik- und Kinothemen.
- Sport & Fun widmete sich ausführlich dem Sport, vorrangig außergewöhnlichen und besonders jugendaffinen Sportarten, und weiteren Freizeitthemen. Hier wurden auch amüsante Videoclips aus dem Internet prämiert.
- Help war die Anlaufstelle für die Zuschauer bei Fragen rund um Computerthemen. Später wurden auch Neuigkeiten aus der IT-Branche behandelt.
- Games war das Vorbild für die bis Ende März 2009 weiter existierende Sendung GIGA\\GAMES. Der Channel behandelte Themen rund um Videospiele. Schnell war es für einen Gast, egal aus welchem Bereich, üblich, gegen Ende seines Besuchs mit einem Netzreporter eine Runde das Beat ’em up Tekken zu spielen.
- Daneben stellten die Hosts neue Internetseiten vor. Zwischenzeitlich wurden sie dadurch zu Insite-Netzreporterinnen. Mit der Abschaffung des Webtipps wurde ihre Funktion auf das Gastgebersein reduziert und sie erhielten wieder den Titel Host.

Zuletzt gab es noch die folgenden vier Themenkomplexe:
- Tech ging aus dem Help-Bereich hervor.
- Life behandelte Themen rund um Lifestyle und Sport, aber auch über Natur und Wissenschaft und ist somit mit Sport & Fun und Netbeat zu vergleichen.
- Backstage ermöglichte einen Blick hinter die Kulissen und informierte über die Internetseite giga.de.
- Stars: (siehe oben)

## Geschichte

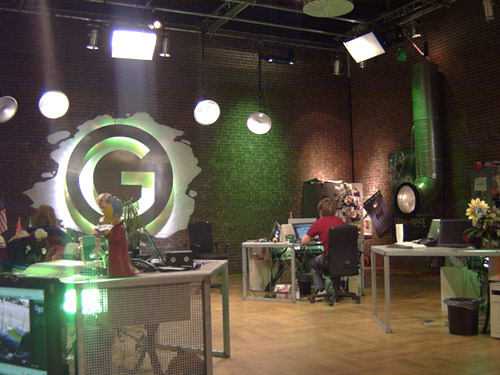
Ehemaliges Studio in Düsseldorf

Bereits im Jahre 1995 wurde bekannt, dass der damalige NBC Super Channel mit der Deutschen Fernsehnachrichten Agentur einen bundesweiten Computerkanal namens „GIGA TV“ etablieren wollte. Diese Pläne scheiterten zunächst daran, dass der damalige Kabelnetz-Monopolist, die Deutsche Telekom, kein Interesse an der Einspeisung hatte. Als Urheber der Idee gilt der DFA-Gründer und damalige Geschäftsführer Helmut Keiser.
Als die National Broadcasting Company, die Mutterfirma des NBC Super Channels, der sich zwischenzeitlich in NBC Europe umbenannt hat, im Jahre 1998 mit finanziellen Problemen zu kämpfen hatte, wurde die Frequenz in Deutschland, Österreich, der Schweiz und (für einige Jahre) in Osteuropa an die DFA veräußert, die die Chance nutzte, das Projekt an den Start zu bringen.
Der offizielle Sendestart war am 30. November 1998 um 15:00 unter dem Namen NBC GIGA. Sendeschluss war um 20:00. Damals befand sich das Studio in einem Wellblech-Container am Düsseldorfer „Medienhafen“, dem New Media Studio.
Am 8. Mai 2000 wurde erstmals aus dem benachbarten New Media Center gesendet. Die DFA mietete dazu das gesamte Gebäude Kaistraße 11, in dem auch die Redaktion beheimatet war.
Eine Besonderheit stellt die Gründung von Lokalstudios dar. In Hannover wurde am 13. August 2001 das erste GIGA-Lokalstudio gegründet. Wirtschaftlich betrachtet hatte dies den Zweck, dass NBC Europe in den Kabelnetzen damit must-carry war. Im Laufe der Zeit wurden weitere Derivate in Hamburg, Bremen, Mainz und Saarbrücken gegründet, die sich ab 18:00 regelmäßig in das Mantelprogramm einklinkten.
Der Update-Bereich wurde am 12. November 2001 zunächst unter dem Namen iNews gegründet. Ziel war es, die Zielgruppe über das Thema Politik aufzuklären, zu informieren und diese zu polarisieren. Am 25. März 2004 wurde der Bereich als GIGA real ausgegliedert und zog nach Berlin um.
Gemeinsam mit NBC Giga initiierte der ZDF am 28. November 2002 den Tag des Internets, den ZDF iDay. Ausgestrahlt wurde der Sendemarathon über 26 Stunden, u. a. moderiert von Uta Fußangel, Andrea Kiewel und Kai Böcking.
Neben GIGA real wurden weitere Ableger realisiert: Während GIGA Heartbeat als eine komplett neuartige Idee zu betrachten ist, war GIGA\\GAMES aus der Nachmittagssendung entsprungen, wie auch GIGA Help.
Zur Schaffung des Bereiches mLife, der den anwachsenden mobile lifestyle durch Handys und Laptops mit WLAN reflektieren sollte, sind Sport & Fun und Stars am 21. Juli 2003 zu Sport & Stars fusioniert (dieser Schritt wurde mit der Ausgliederung von Update rückgängig gemacht, wenn auch der Fun in Sport & Fun quasi abgestoßen wurde). An diesem Tag erfolgte auch die „Degradierung“ der Insite-Netzreporterinnen zu Hosts. Der Help-Bereich wurde zur besseren Unterscheidung von GIGA Help in Helpcenter umbenannt. Im Sendeablauf gab es seitdem einschneidende Änderungen.
Am 3. Mai 2004 wurde das Studio umgebaut: Die bisherige Tischanordnung wurde aufgegeben; es mangelte seither an einer charakteristischen Form.
Unter dem Motto „Alles neu macht der März“ wurde die Sendung am 1. März 2005 grundlegend umgestaltet. Der offizielle Name der Sendung lautete – zur besseren Unterscheidung von den anderen GIGA-Formaten – von nun an GIGA green. Dabei wurden einige Bereiche zusammengeschlossen.

### Umzug nach Berlin
Ende 2004 wurde NBC Europe wieder von NBCUniversal übernommen, das die bisherigen Kabelfrequenzen mit dem Programm Das Vierte belegen wollte. Bis auf GIGA green und GIGA real wurden sämtliche GIGA-Sendungen auf einen eigenen Satellitenkanal ausgelagert, was wiederum den Zweck hatte, die Kabelfrequenzen auch weiterhin sichern zu können. Um Kosten zu sparen, wurde die Redaktion nach Berlin ausgelagert und die Sendezeit reduziert. Diese Änderungen wirkten mit dem 30. September 2005, seitdem wurde die Hauptsendung, die zugleich in GIGA umbenannt wurde, zunächst von 13:00 bis (offiziell) 16:05 parallel über GIGA digital und Das Vierte gesendet.
Um GIGA real auch im Kabel verbreiten zu können, wurde die Sendezeit von GIGA um eine halbe Stunde gekürzt; die von GIGA real um eine Viertelstunde. Schließlich konnte sich NBC Universal mit den Kabelnetz-Betreibern jedoch darauf verständigen, Das Vierte künftig ohne GIGA im Kabel auszustrahlen. Die letzte Ausgabe wurde am 31. März 2006 gesendet.

## Moderatoren
Die Netzreporter genannten Moderatoren führten nicht nur durch die Channels, sondern verfassten auch sendungsbegleitende Artikel auf der Webseite der Sendung und pflegten die Interaktion mit den Zuschauern. Die Besetzung wechselte häufig; einige Moderatoren begannen mit der Sendung ihre Fernsehkarriere. Hier eine Auswahl an Netzreportern aus den gut sieben Jahren, in denen die Sendung lief:
| - Benjamin Bencivinni - Carsten Konze - Charlotte Engelhardt - Christian Rex - Christoph Rieth - Claas Premke - Daniel Budiman - Daniel van Moll - Dirk Elbrächter - Elke Feldmann - Emily Whigham - Eric St. Gemme - Etienne Gardé - Felix Rick - Florian Müller - Frederick Dohn - George Zaal - Gregor Teicher - Hüseyin Öztürk - Jana Ina Zarrella - Jessika Westen - Jochen Dominicus - Joey Grit Winkler - Marie Klein | - Regina Bremer - Jumana el Husseini - Kerstin Linnartz - Kevin Körber - Marc Möhrlin - Martin Ammermann - Maxi Gstettenbauer - Meik Brauer - Melanie Bergner - Miriam Pielhau - Mirko Teichmeier - Nils Bomhoff - Roman Mayer - Samii Selant - Shu On Kwok - Simon Krätschmer - Stefan Bitterle - Sumitra Sarma - Thomas Gerhardt - Thomas Schanze - Tom Westerholt - Uta Fußangel - Veronika Ring - Viola Tensil |

## Medienstimmen
Der Start wurde von allen Seiten belächelt; die bei jungen Sendern üblich zu sein scheinenden schlechten Kameraführungen und holprigen Moderationen wurden ebenso bemängelt wie die Unaktualität der Themen. Diese Kinderkrankheiten legten sich jedoch schnell und das Interesse am Programm wuchs weiter. Die Wochenshow parodierte die Sendung mit GAGA ebenso wie Switch.
Das Interesse an den Netzreportern wuchs ebenfalls; neben diversen Auftritten in Shows wie der Harald-Schmidt-Show (wie etwa im Fall von Stars-Netzreporterin Emily Whigham) wurden diese von anderen Sendern abgeworben. So moderierte Uta Fußangel zeitweise bei VOX, Kerstin Linnartz bei Sat.1 und Tele 5, Miriam Pielhau bei ProSieben, Tele 5 und RTL II sowie Charlotte Engelhardt bei ProSieben. Jana Ina ist regelmäßig in der Boulevard-Presse anzutreffen.

## Nachfolger
Ein offizielles Nachfolgeformat für GIGA (green) gab es bis zur Einstellung des Fernsehsenders GIGA im März 2009 nicht. Die Show SPAM Deluxe, die von Januar 2007 bis Mai 2008 bei GIGA lief, stellte jedoch die Interaktion mit den Zuschauern wieder in den Mittelpunkt, wenn auch in anderer Form. Auch SPAM Deluxe wurde allerdings im Zuge einer Neuausrichtung des Programms aufgegeben.
KAI3, das im Juli 2006 bei NRW.TV startete, erinnerte zu weiten Teilen an GIGA (green), zumal hier einige ehemalige GIGA-Netzreporter mitwirken. Bis zur Einstellung wurde jedoch auch hier das Konzept verändert und die Show in einzelne, themenspezifische, Sendungen aufgespalten.
Am 25. Juni 2007 startete auf dem IPTV-Sender wdwip.tv eine tägliche Live-Sendung namens Mainframe, die die Interaktion mit den Zuschauern in den Mittelpunkt rückt. Hier wirkten auch einige ehemalige GIGA (green)-Moderatoren mit, mittlerweile wurde die Sendung eingestellt.
Im April 2007 fand erstmals das von Fans initiierte Projekt GIGA.United statt, welches 2008 unter dem Namen GIGA.United 2 wiederholt wurde und am 3. April 2009 unter dem Namen GIGA.United 3 erneut stattfand.
Ab Oktober 2011 ist ein offizieller GIGA-Live-Stream geplant, der jeden Donnerstag stattfinden soll und zwei Stunden lang läuft.
Im August 2013 lief kurzzeitig eine von Zuschauern produzierte TV-Sendung namens G-activity auf dem offenen TV-Sender NRWision. Das Projekt war allerdings nur kurzlebig und es wurden nur wenige Folgen ausgestrahlt, bevor das Format wieder eingestellt wurde und unterm neuem Namen vom selbigen Produzenten ein Jahr später wieder online ging. Das neue Gaming TV Magazine hört auf dem Namen #MOREV und läuft ebenso auf dem TV-Sender NRWision (monatlich, seit 2015), wie auch seit 2019 auf Amazon Prime Video. Hinter dem Gaming-TV-Magazine steckt MotekTV die Video-Sparte von MotekGames, die 2015 aus dem Gaming-Magazin G-activity entstand.
Der im Juni 2014 gestartete interaktive Jugendsender NIX TV gleicht mit seinem ersten Format NIX (Montag–Freitag, 20–22 Uhr auf NRW-TV) sehr an GIGAgreen. An diesem Projekt ist GIGA-Gründer Helmut Keiser beteiligt.
joiz, das am 5. August 2013 startete, hatte ebenfalls Parallelen zu GIGA, da die Zuschauer stark eingebunden werden, behandelte jedoch keine Videospiel- und Computerthemen.
Seit Januar 2015 existiert mit Rocket Beans TV ein neuer, durchgehender (24/7) Internet-Livesender auf Twitch.tv, an dem u. a. zahlreiche ehemalige Games-Netzreporter mitwirken. Verantwortlich für die Produktion ist die Rocket Beans Entertainment GmbH, die zuvor für Viacom das Format Game One produzierte. Kernpunkt des Senders ist eine hohe Einbindung der Zuschauer, die über einen Chat aktiv am Sendegeschehen teilhaben und das Programm „mitformen“ können; zudem werden Produktionen Dritter ausgestrahlt. Finanziert wird das Projekt u. a. durch Spenden der Zuschauer.